# Mittelamerikanisches Berghörnchen
Das Mittelamerikanische Berghörnchen (Syntheosciurus brochus) ist eine wenig bekannte Art der Baumhörnchen, die nur in Costa Rica und Panama beheimatet ist. Es lebt dort in Bergregenwäldern in Höhen zwischen 1900 und 2600 Metern, wo es vorwiegend die Wipfelregion der Bäume bewohnt, oft aber auch auf den Waldboden kommt. Im Gipfelbereich des Vulkans Poás in Costa Rica lebt es in einem niederwüchsigen, für Menschen schwer zugänglichen Buschwald, der überwiegend aus Clusia besteht.

## Merkmale
Dieses Hörnchen hat eine Kopfrumpflänge von 15 bis 18,5 Zentimeter, hinzu kommen etwa 12 bis 16 Zentimeter Schwanz. Es ist oberseits olivbraun und unterseits orangerot gefärbt. Wegen mancher Besonderheiten des Schädelbaus und der Zähne wird es von den Eichhörnchen abgetrennt und einer eigenen Gattung Syntheosciurus zugeordnet.

## Lebensweise
Bis in die 1980er-Jahre war diese Art nur durch vier Exemplare bekannt. Vor allem durch die Arbeit der Zoologen Wells und Giacalone sind seither einige der Tiere eingehend studiert worden. Dabei konnte entdeckt werden, dass die Berghörnchen im Gegensatz zu den Eichhörnchen gesellig sind. Ein Paar lebt gemeinsam mit den Jungen in einem Baumnest in sechs bis zwölf Metern Höhe. Die enge Partnerbindung ist unter Baumhörnchen einmalig.

## Systematik
Das Mittelamerikanische Berghörnchen wurde 1902 gemeinsam mit der Gattung Syntheosciurus  von dem Zoologen Outram Bangs aus Boquete in der Provinz Chiriquí in Panama aus einer Höhe von etwa 2100 Metern beschrieben. Es ist bis heute die einzige Art in der damit monotypischen Gattung.

## Belege
1. ↑  Syntheosciurus In: Richard W. Thorington Jr., John L. Koprowski, Michael A. Steele: Squirrels of the World. Johns Hopkins University Press, Baltimore MD 2012; S. 77 ff. ISBN 978-1-4214-0469-1
2. ↑  J.L. Koprowski, E.A. Goldstein, K.R. Bennett, C. Pereira Mendes: Genus Syntheosciurus. In: Don E. Wilson, T.E. Lacher, Jr., Russell A. Mittermeier (Hrsg.): Handbook of the Mammals of the World: Lagomorphs and Rodents 1. (HMW, Band 6) Lynx Edicions, Barcelona 2016, ISBN 978-84-941892-3-4, S. 757.